# 重信房子
重信房子（日语：／ Shigenobu Fusako，1945年9月28日—），日本新左翼活動家、極左派組織日本赤軍创建人，曾經擔任共產主義者同盟赤軍派中央委員，戶籍名為奥平房子。

## 生平
重信房子在1945年出生於大日本帝國東京都世田谷區，是家中的次女，父親重信末夫出生於鹿兒島，是暗杀组织血盟團的成员。曾經就讀東京都立第一商業高等學校，後來入讀明治大学文学部（夜間学部）史学地理学科（日本史学），並且參與文学研究会「一揆」的運作。20岁时开始參與學生運動，一开始只是采用和平手段的抗议，但是她父亲对她说：“不流血的革命是不会成功的”，并且教育她要“跳出民族主义的圈子，成为国际主义者”，从此重信房子走上暴力革命道路，坚信“武装斗争是最大的宣传”，离开日本去往当时反美斗争的最前线中东。
她的丈夫奧平剛士是一名解放巴勒斯坦人民阵线成员，是1972年卢德国际机场扫射事件的领导者。随后重信房子在中东生活约30年，期間誕下一女重信命。重信命目前在京都市同志社大学国际政治学研究生院读书，出版了一本講述她们母女关系的书——《从巴勒斯坦到樱花之国—母亲与我的28年》。

## 创建赤军
重信房子在中东活动期间，在1970年参与创建从日本共产主义者同盟分离出来的组织，早期名为“阿拉伯赤军”，1974年定名为“日本赤军”，总部在叙利亚控制的黎巴嫩部分地区，其目的是推翻天皇和日本政府，鼓吹通过暴力实现“世界革命”。在许多亚洲城市如马尼拉和新加坡等都设有分部。
1970年代初，该组织在日本和世界范围内發動多起襲擊：1972年在以色列劫持两架日本飞机，致24人死亡、76人受伤；1977年，劫持一架由巴黎飞往东京的日本飞机，要求日本政府释放被捕的赤军成员并勒索巨款；1988年攻击美国在那不勒斯的一家俱乐部，造成5人死亡。
2001年，由于“日本赤军”在日本和阿拉伯世界都已失去支持，重信房子宣布解散“日本赤军”。

## 被捕入狱
2006年2月23日，东京地方裁判所（法院）作出判决，判处“日本赤军”创建人重信房子犯有蓄意谋杀和策划恐怖袭击罪，并判处20年监禁。
2022年5月28日，重信从医疗监狱出狱。